# Meggerdorf

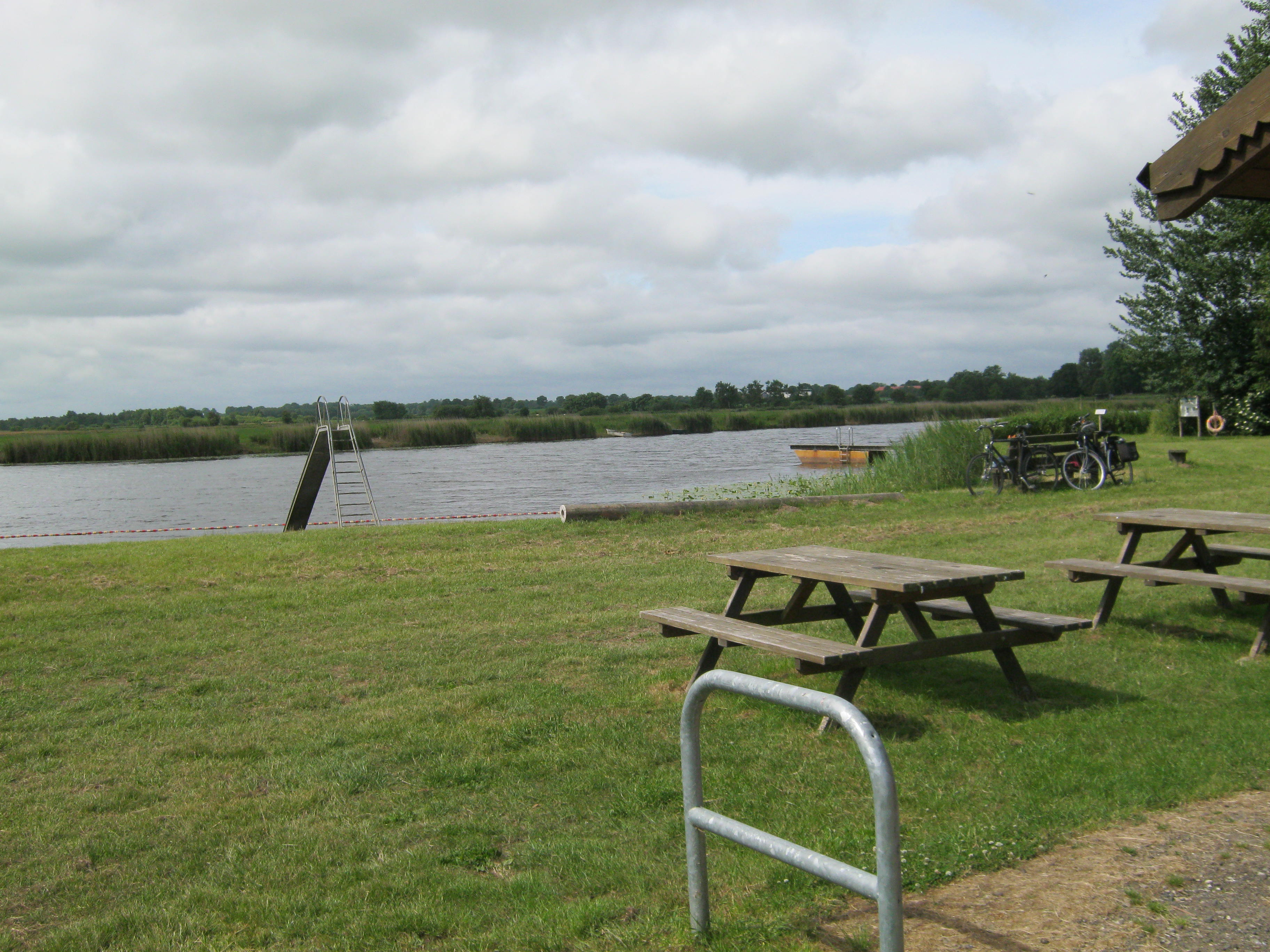
Alte Sorge, Badestelle Meggerdorf

Meggerdorf (dänisch: Meggertorp) ist eine Gemeinde im Kreis Schleswig-Flensburg in Schleswig-Holstein.

## Geographie

### Geographische Lage
Das Gemeindegebiet von Meggerdorf erstreckt sich zwischen Rendsburg und Friedrichstadt am Fluss Sorge im Bereich der Eider-Treene-Niederung (Haupteinheit Nr. 692).

### Ortsteile
Die Gemeinde Meggerdorf gliedert sich in mehrere Ortsteile, die als Wohnplätze amtlich erfasst wurden. Neben dem namenstiftenden Dorf befindet sich ebenfalls das weitere Dorf Meggerholm (ursprünglich ein Teil von Christiansholm), die Häusergruppen Fünfmühlen, Hölken und Sandschleuse, die Schulsiedlung Johannisberg, wie auch die Hof-/Höfesiedlungen Auf der Aue, Reppel und teilweise Umleitungsdeich im Gemeindegebiet.

### Nachbargemeinden
Meggerdorf ist unmittelbar umgeben von folgenden Gemeindegebieten:
| Bergenhusen   | Klein Bennebek                              | Alt Bennebek                   |
| Stapel        | Kompassrose, die auf Nachbargemeinden zeigt | Tetenhusen                     |
| Erfde, Tielen | Hohn                                        | Christiansholm, Friedrichsholm |

## Geschichte
Viele der Feuchtgebiete, Seen und Moore, die früher die Landschaft prägten, sind weitgehend trockengelegt. Die Landschaft Stapelholm um die Sorgeschleife ist heute jedoch als Naturschutzgebiet ausgewiesen.
Die Mühle Gisela in Meggerkoog wurde 1922 errichtet. Sie ist ein Kellerholländer, der zur Entwässerung diente. Heute ist sie in Privatbesitz und wird bewohnt.

## Politik

### Gemeindevertretung
Bei der Kommunalwahl am 14. Mai 2023 wurden insgesamt neun Sitze vergeben. Von diesen erhielt die Aktive Kommunale Wählergemeinschaft Meggerdorf fünf Sitze und die Allgemeine Meggerdorfer Wählergemeinschaft vier Sitze.

### Wappen
Blasonierung: „In Grün ein stark bewegtes, vorn S-förmiges, hinten M-förmiges schrägrechtes silbernes Band, begleitet oben von einem natürlich tingierten Kiebitz, unten von drei silbernen Rohrkolben mit schwarzen Samenständen.“

## Wirtschaft
Die Wirtschaft im Gemeindegebiet ist vorwiegend von der Urproduktion der Landwirtschaft geprägt.

## Sehenswürdigkeiten
In der Liste der Kulturdenkmale in Meggerdorf stehen die in der Denkmalliste des Landes Schleswig-Holstein eingetragenen Kulturdenkmale.
Nordöstlich, in 2 km Entfernung, befindet sich das 2,08 km² große Naturschutzgebiet Tetenhusener Moor. Es wurde in Teilen bereits 1928 unter Schutz gestellt.

## Persönlichkeiten
- Dagmar Bennewitz (* 1943 oder 1944), Landwirtin, Naturschützerin und Heimatforscherin, lebt in Meggerdorf